# Amphibolis antarctica
Amphibolis antarctica là một loài thực vật có hoa trong họ Cymodoceaceae. Loài này được (Labill.) Asch. mô tả khoa học đầu tiên năm 1867.